# Edwin Rockstroh
Edwin Rockstroh (Sajonia, Alemania 1850 - Escuintla, Guatemala 1909) fue un ingeniero cartógrafo, arqueólogo y profesor que se radicó en Guatemala en 1877, cuando fue contratado para impartir clases de matemática en el recién fundado Instituto Nacional Central para Varones.  En 1880, fungiendo como subdirector del Observatorio del Instituto Nacional, estuvo a cargo de la Commisión del Instituto que reportó los hechos relacionados con las erupciones de Ilopango en El Salvador en 1879 y en 1884 fue comisionado como director del comité que demarcó la nueva frontera México-Guatemala. En una de sus expediciones a El Petén como parte de sus investigaciones arqueológicas, enfermó de malaria y tuvo que regresar a la Ciudad de Guatemala; ya no recuperó la salud y tuvo que retirarse al cálido clima de Escuintla. Allí pasó sus últimos años, en una silla de ruedas debido al reumatismo. Murió en 1909.

## Biografía

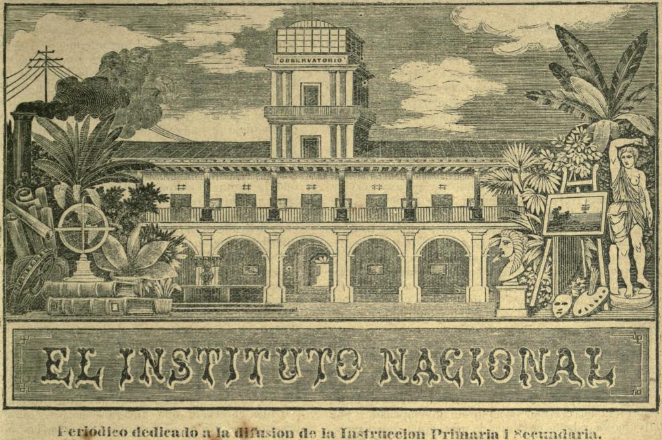
Logo del Instituto Nacional, revista científica publicada por el Instituto Nacional Central para Varones de Guatemala; editada por Santos Toruño y Edwin Rockstroh.

Llegó a Guatemala en 1877 para impartir clases de matemática en el Instituto Central; durante sus vacaciones docentes, iba a las selvas lacandonas, de donde regresaba con animales vivos o disecados para el Zoológico o para el Museo del Instituto Central.
En 1879 ocurrieron varios fenómenos en el lago de Ilopango, similares a los de la formación del volcán de Izalco, los que motivaron al director del Instituto Central, Dr. Santos Toruño a establecer una comisión del establecimiento para que estudiara los fenómenos en El Salvador; la comisión fue conformada por Manuel R. Ortega, ingeniero topógrafo y profesor del Instituto; Gregorio Aguilar, alumno, y Rockstroh. Esta comisión fue atendida personalmente por Rafael Zaldívar, presidente de El Salvador; y el gobernador Ángel Paredes.
En 1881, Rockstroh organizó una expedición a la selva lacandona en El Petén, saliendo de Quetzaltenango y Huehuetenango, y regresando por Ciudad de Flores; de este largo viaje publicó un extenso reporte que fue publicado en el boletín de la asociación académica El Porvenir y en el Diario de Centro América.
Fue el primer administrador de la publicación científico-literaria El Instituto Nacional que se editaba en el Instituto Nacional Central para Varones, en donde también publicaba observaciones meteorológicas cada dos semanas.

### Límites con México

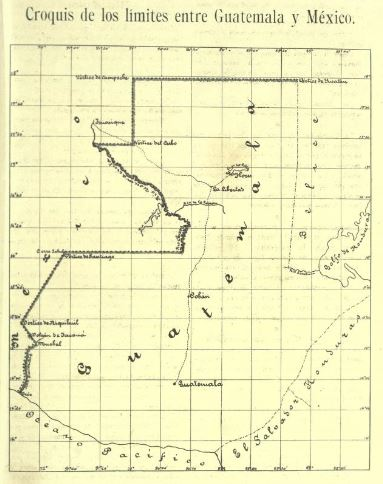
Croquis de los límites de Guatemala y México luego de que la comisión de límites concluyera los trabajos topográficos en 1896.

En virtud del convenio celebrado en la capital de México el 7 de diciembre de 1877 por los representantes de ambos países, fueron nombradas dos comisiones de ingenieros, una por cada nación para que reconocieran la frontera y levantaran un plano que sirviera para las negociaciones entre los dos países; aunque sólo se hizo un mapa de la frontera comprendida entre las faldas del volcán Tacaná y el océano Pacífico, se celebró la reunión del presidente Justo Rufino Barrios y Matías Romero, representante mexicano, en Nueva York el 12 de agosto de 1882, en la que se sentaron las bases para un convenio sobre límites, en las cuales hizo constar que Guatemala prescindía de los derechos que le asistieran sobre Chiapas y Soconusco y se fijaron los límites definitivos.  En noviembre de 1883, se dio principio al trazado de la frontera y al levantamiento del plano topográfico de sus inmediaciones, siendo jefe de la comisión guatemalteca el astrónomo Miles Rock, y sus colaboradores Edwin Rockstroh, Felipe Rodríguez, Manuel Barrera y Claudio Urrutia. En el primer año de trabajo se llegó únicamente al cerro Ixbul, y en el siguiente se buscó llegar al Río Usumacinta o al Río Chixoy, pero fue en extremo difícil debido a que no había caminos en el área.  
Lo más difícil de sobrellevar fue lo inhóspito de la región de Ixcán en donde en seis meses murieron cerca de trescientos ayudantes.  Y, por último, se encontraron con que el río Chixoy estaba más al este de lo que se creía y lo fueron a encontrar cerca de Cobán, muy lejos de la frontera con México.  Rockstroh ya no continuó con la comisión, que entre 1884 y 1895 trabajó en estudios y trazados de las líneas del oeste y norte del Petén..

### Terremoto de San Perfecto
En 1895 enfermó gravemente de malaria y ya no pudo continuar con sus expediciones en la selva. Pero se dedicó a escribir artículos científicos; por ejemplo, en 1902, escribió un artículo técnico sobre el terremoto de Quetzaltenango en la revista Nature. Aquí se muestran algunas fotografías de la catástrofe descrita por Rockstroh, las cuales fueron publicadas por Julio Yaquier:

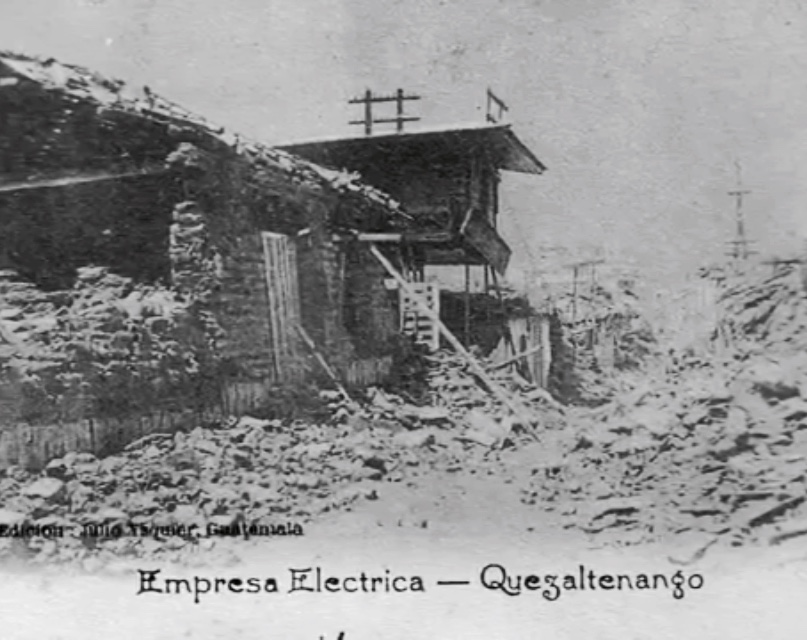
Empresa Eléctrica
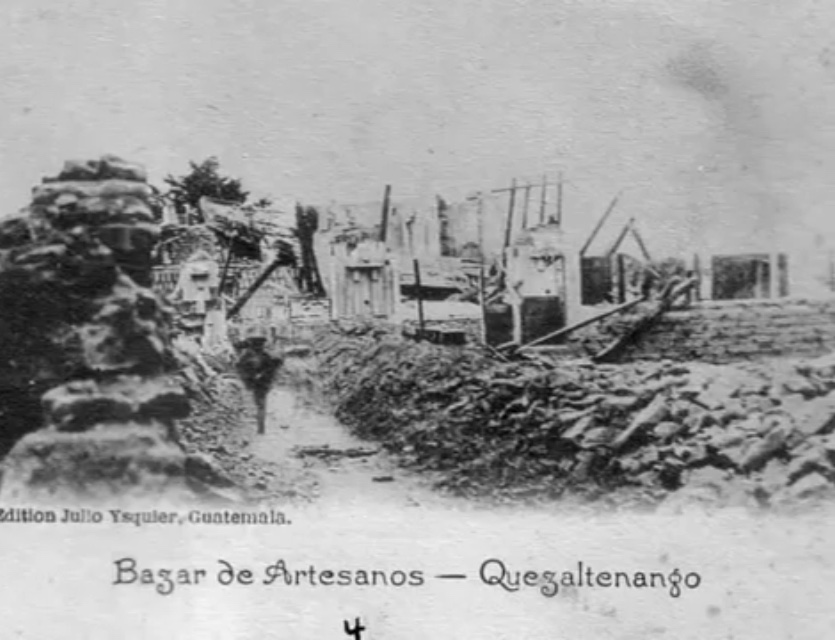
Bazas de Artesanos
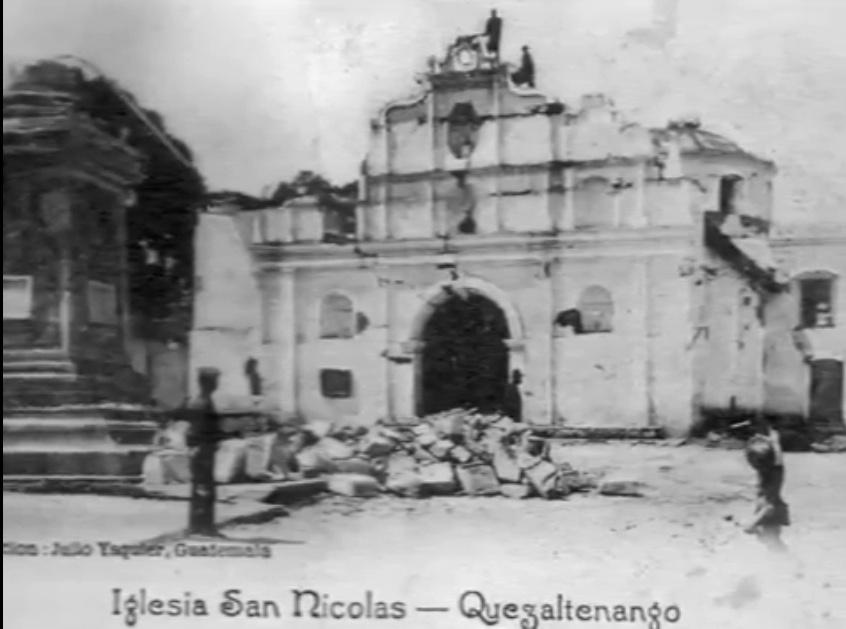
Iglesia de San Nicolás
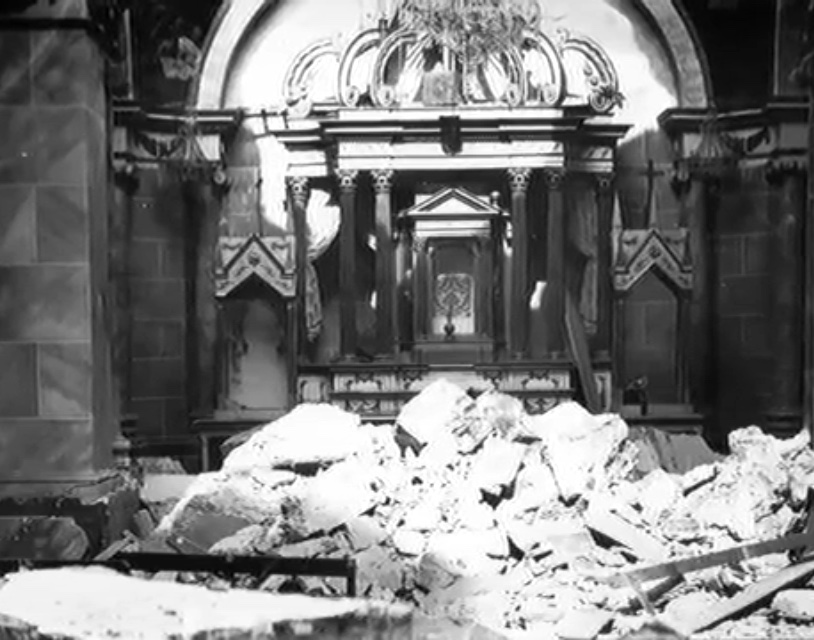
Interior de una iglesia

## Obras
- Viaje al país de los ukes (1881)
- Reporte en la revista científica Nature sobre el terremoto de 1902 en Guatemala (en inglés)[9]
- Mapa de Centroamérica[10]

## Muerte
Enfermo de reumatismo, pasó sus últimos años en una silla de ruedas.  Murió en Escuintla, Guatemala en 1909.